# Bryan (Texas)
Bryan é uma cidade localizada no estado norte-americano de Texas, no Condado de Brazos. A cidade foi fundada em 1872.

## Demografia

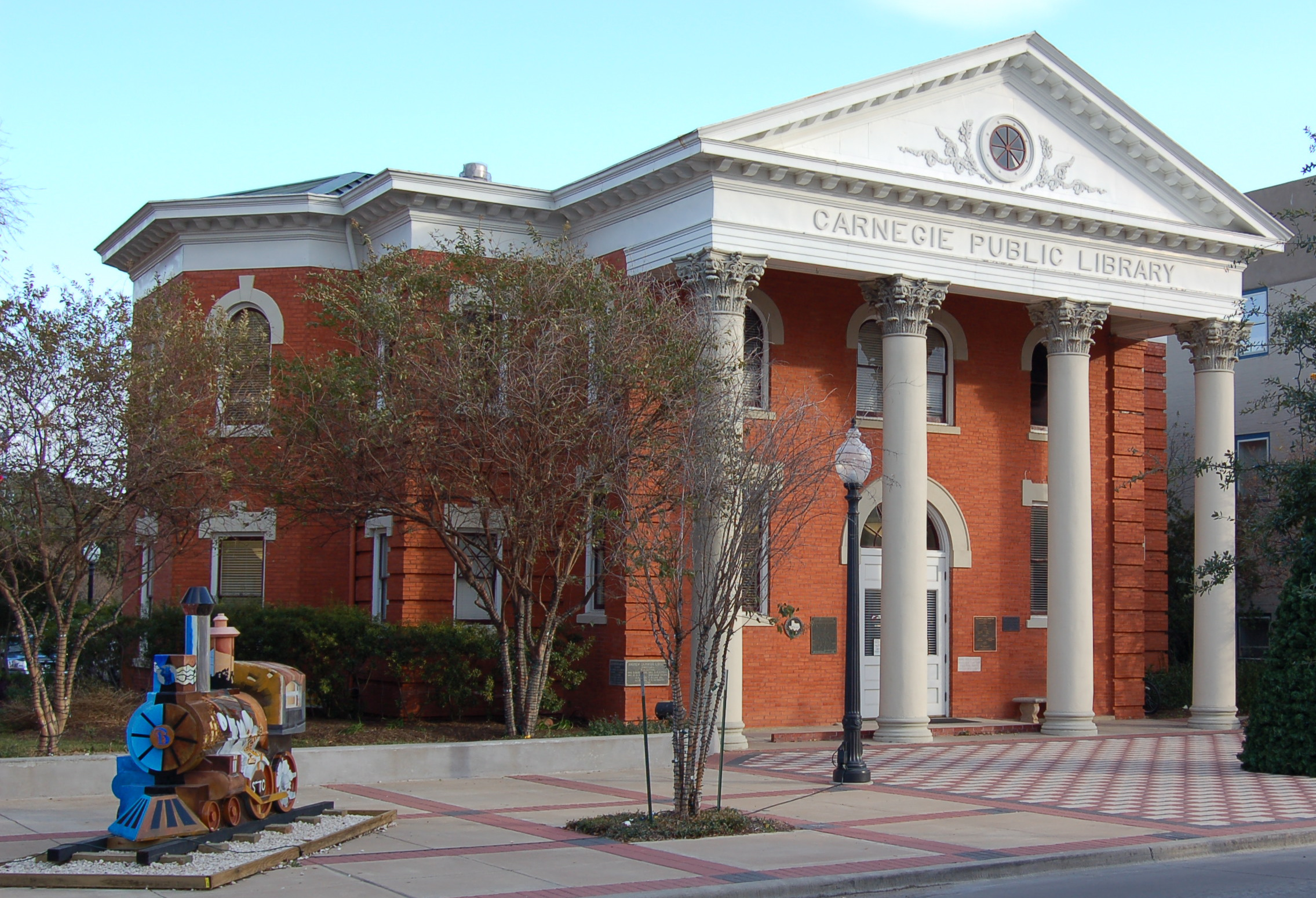
Biblioteca pública em Bryan.

Segundo o censo norte-americano de 2000, a sua população era de 65.660 habitantes. 
Em 2006, foi estimada uma população de 67.266, um aumento de 1606 (2.4%).

## Geografia
De acordo com o United States Census Bureau tem uma área de 
112,4 km², dos quais 112,2 km² cobertos por terra e 0,2 km² cobertos por água.

## Localidades na vizinhança
O diagrama seguinte representa as localidades num raio de 32 km ao redor de Bryan. 